# Олів'є Монселе
Олів'є Монселе (фр. Olivier Moncelet, 5 грудня 1970) — французький академічний веслувальник.
Срібний призер Олімпійських Ігор 1996 року в складі розпашної четвірки без стернового.
Срібний призер Чемпіонату світу 1997 року в складі розпашної четвірки без стернового.